# 미노다 고다이
미노다 고다이(일본어: 蓑田 広大, 1999년 8월 10일~)는 일본의 축구 선수이다.

## 구단 경력
그는 2022년 J1리그의 쇼난 벨마레에 입단했다. 6월 J3리그의 SC 사가미하라로 이적했다. 2023년 반라우레 하치노헤로 이적했다.